# Robotic Native
Als robotic native (deutsch: „robotisierter Ureinwohner“; Plural: robotic natives) wird eine Person der gesellschaftlichen Generation bezeichnet, die in der automatisierten Welt der Zukunft aufgewachsen ist bzw. aufwachsen wird. Die Begriffe Generation R oder „Generation Robotik“ werden synonym verwendet. Als Antonym existiert der Begriff des robotic immigrant (deutsch: „robotisierter Einwanderer“ oder „robotisierter Immigrant“) für jemanden, der diese Welt erst im Erwachsenenalter kennengelernt hat bzw. kennenlernen wird.
Die Begriffe robotic native und robotic immigrant leiten sich ab von den mittlerweile sehr geläufigen Bezeichnungen des digital native sowie des digital immigrant im Bereich der Digitalisierung. Bereits heute ist eine zunehmende Verwendung von Robotik im Alltag erkennbar. Serviceroboter wie beispielsweise Staubsaugerroboter oder Rasenmähroboter werden zu Massenprodukten, durch Spielzeuganbieter wie LEGO Mindstorms, Anki oder WowWee kommen immer mehr Kinder mit Robotik in Berührung und auch in der Pflege findet das Thema Robotik mehr und mehr Beachtung. Eine ähnlich disruptive Auswirkung der Robotik auf die Gesellschaft, wie dies bei der Digitalisierung der Fall war, liegt nahe, sollte sich dieser Trend fortsetzen, da Robotik ebenso das Potential hat, unseren Alltag zu verändern.

## Etymologie
Das erste Mal tritt der Begriff native im Zusammenhang mit Robotik und Automatisierung 2013 in einem Vortrag auf dem "Gartner CIO Summit 2013" in München sowie im Rahmen eines laufenden Promotionsvorhabens an der Technischen Universität München aus dem Jahr 2012 auf. 2015 wird der Begriff in einer Abschlussarbeit an der Hochschule schwäbisch Gmünd mit dem Titel "Raising Robotic Natives" aufgegriffen, die auf großes internationales Medienecho gestoßen ist. Seitdem hält der Begriff breiten Einzug in Wissenschaft, Wirtschaft, Politik und Medien. Der Begriff "Robotic Immigrants" wird 2015 von Bogner, Schmitt und Voigt geprägt und erscheint weiterhin im Rahmen einer Plenary Keynote auf der IEEE IROS Konferenz 2016 in Daejeon, Südkorea.

## Beschreibung
In ihrem Paper Generation ‘R’: Why our grandchildren will grow up as the first Generation of ‘Robotic Natives’ beschreiben Boesl und Bode die Welt der Zukunft als eine Welt, in der Automatisierung (sowohl in Software als auch in Hardware) eine immer größere Bedeutung erlangen. Sie postulieren, dass Robotik, Automatisierung und künstliche Intelligenz die Lebenswelt durchdringen werden. Alltägliche Aufgaben werden dadurch vereinfacht und gegebenenfalls komplett von Maschinen und Systemen übernommen. Die heute lebende Generation der „Robotic Immigrants“ wird darin teilweise eine Bedrohung sehen – z. B. durch den vermeintlichen Verlust von Arbeitsplätzen durch mehr Automatisierung. Die „Generation unserer Enkelkinder“ wird aber bereits den täglichen Umgang mit diesen Technologien gewohnt sein und sie daher eher positiv beurteilen.
Ähnlich äußert sich Sami Haddadin in einem Projektantrag, in dem er Robotic Natives als Menschen charakterisiert, die „die Robotik als selbstverständlich verfügbare und relevante Technologie sowie als Teil unserer künftigen Gesellschaft erfahren“.
Forscher wie Hiroshi Ishiguro, Henrik I. Christensen, Oussama Khatib und Gerd Hirzinger haben sich bereits zu ihrer Sicht auf die Generation R der Robotic Natives geäußert und auch Initiativen wie die IEEE Global Initiative for Ethical Considerations in Artificial Intelligence and Autonomous Systems haben das Konzept adaptiert.
Besondere Beachtung fand die Bezeichnung vor allem durch das Projekt „Raising Robotic Natives“ der Studenten Stephan Bogner, Philipp Schmitt und Jonas Voigt, die in diesem Zusammenhang auch kritische Fragen aufwerfen wie „ab wann müssen wir Kindern Wissen über Robotik beibringen?“, „Sichert dies unseren Status als Technologienation oder untergräbt Automatisierung die Wirtschaft?“ oder auch wie viel Automatisierung überhaupt als wünschenswert betrachtet werden kann und ob gewisse Dinge überhaupt automatisiert werden sollten. Anhand von provokanten Objekten wie einer Roboter-Fläschchenhalterung zum Füttern eines Babys mit einer Flasche werden diese Probleme und Fragen visuell veranschaulicht.